# María García Granados y Saborío
María García Granados y Saborío -quien también es conocida como «La Niña de Guatemala»- (Ciudad de Guatemala, 7 de septiembre de 1860-ibídem, 10 de mayo de 1878) era una dama de sociedad guatemalteca, hija del general Miguel García Granados, que fue presidente de Guatemala. María, además era sobrina de María Josefa García Granados, influyente poetisa y periodista. Cuando el poeta y patriota cubano José Martí llegó a Guatemala en 1877, frecuentando la tertulia del general García Granados se enamoró de María, pero no pudo corresponder el amor de esta por estar comprometido para casarse. María murió en 1878, poco después de enterarse del matrimonio de Martí, quien le dedicó en 1891 el poema La Niña de Guatemala.

## Biografía

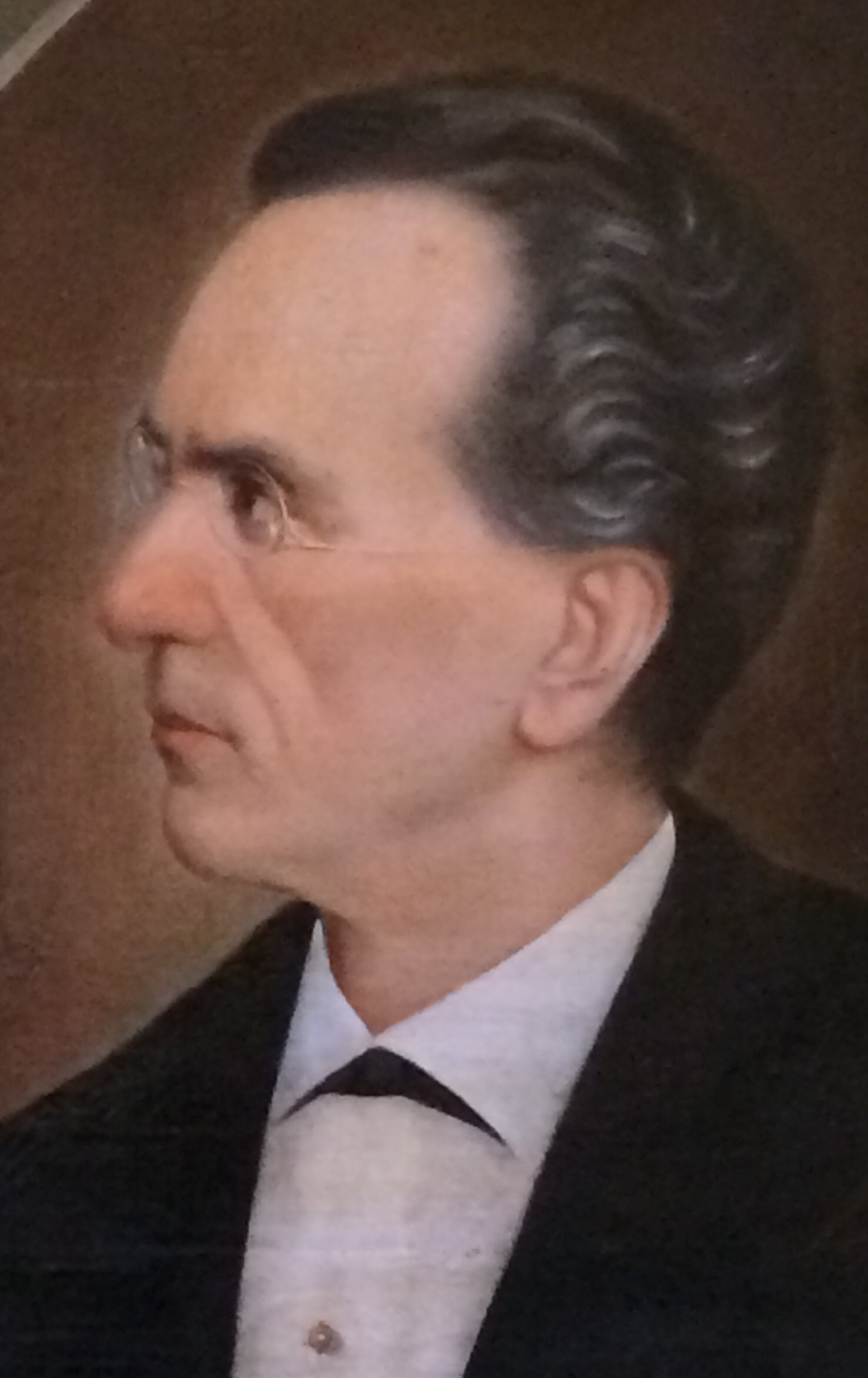
General Miguel García Granados, líder de la Reforma Liberal y Presidente de Guatemala de 1871 a 1873. Era el padre de María.

Martí, con solo 24 años, llegó a Guatemala procedente de México. En el país azteca había tenido éxito profesional como periodista y escritor y se había reencontrado con su familia tras su deportación política a España (1871-1875). En Guatemala conoce a la actriz dramática Eloísa Agüero y, finalmente, se compromete en matrimonio con su futura esposa, Carmen. En realidad, arribaba a tierra centroamericana tras su decepción política frente al gobierno autoritario de Porfirio Díaz, aunque luego terminaría decepcionándole también el gobierno liberal de Justo Rufino Barrios. Al llegar a Guatemala no deja de manifestar una visión crítica respecto a la inferiorización de que ha sido objeto la mujer en ese país: en un artículo denominado «Los códigos nuevos», publicado en El Progreso, el 22 de abril de 1877 realiza una reflexión a pedido de Joaquín Macal, ministro de Relaciones Exteriores de Guatemala: «¿Cuál es el primero de los lastres coloniales de la legislación depuesta que menciona? El poder omnímodo del señor bestial sobre la esposa venerable. Da la patria potestad a la mujer, la capacita para atestiguar y, obligándola a la observancia de la ley, completa su persona jurídica. ¿La que nos enseña la ley del cielo, no es capaz de conocer la de la tierra?».
Así pues, centró su atención en las damas guatemaltecas de «andar indolente, de miradas castas, vestidas como las mujeres del pueblo,—con las trenzas tendidas sobre el manto, que ellas llaman pañolón; la mano ociosa contando a las puntas flotantes del manto los goces infantiles o las primeras penas de su dueña»; y cuando encontró a María García Granados, una dama semejante, pero más cosmopolita e ilustrada, quedó inmediatamente prendado de ella.  No debe dejarse de señalar que todo parece indicar que María no respondía al patrón de muchacha tímida y vulnerable;  publicaciones guatemaltecas de la época hablan de su participación relativamente activa como música y cantante fuera del hogar, en actividades artísticas públicas, organizadas por sociedades e instituciones —coincide incluso con la presencia de Martí, quien interviene en una de ellas como orador. Al parecer, se trataba de una joven popular dentro de la sociedad capitalina de la época; María seguía así los pasos de su tía y abuela María Josefa, quien había muerto en 1848 y que había sido además de poetisa y periodista, muy influyente en los gobiernos conservadores de Guatemala. 
Martí, que en Guatemala se ganó el calificativo de «Doctor Torrente» por su gran capacidad oratoria- impartió clases a María en la Academia de Niñas de Centroamérica desde junio de 1877, meses después de su llegada a esta nación centroamericana en marzo de 1877.

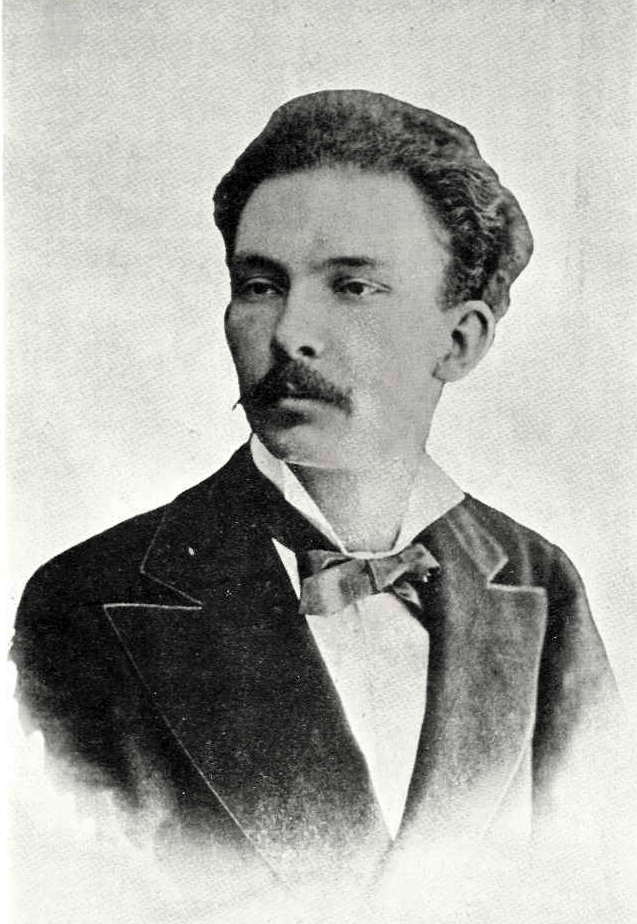
José Martí en 1875. En 1877 llegó a Guatemala proveniente de México el poeta y político cubano José Martí, quien cortejó a María García Granandos. Martí se casó con otra dama, y María murió poco después, en 1878; en 1891, Martí la inmortalizó en su poema conocido como La Niña de Guatemala.

He aquí algunas descripciones de la señorita García Granados:
- M.B. Martínez: «Era una joven interesantísima. Llevé a Martí a un baile de trajes, que se daba en casa de García Granados, a los dos días de haber llegado [por primera vez] a Guatemala; estábamos los dos de pie, en uno de los hermosos salones, viendo desfilar las parejas [cuando vimos venir] del brazo dos hermanas señoritas. Me preguntó Martí, “¿Quién es esa niña vestida de egipcia?”—“Es María, hija de la casa” [le contesté]. La detuve y le presenté a mi amigo y paisano Martí, y se encendió la chispa eléctrica».[4]
- José María Izaguirre la describió así: «Era alta, esbelta y airosa: su cabello negro como el ébano, abundante, crespo y suave como la seda; su rostro, sin ser soberanamente bello, era dulce y simpático; sus ojos profundamente negros y melancólicos, velados por pestañas largas, revelaban una exquisita sensibilidad. Su voz era apacible y armoniosa, y sus maneras tan afables, que no era posible tratarla sin amarla. Tocaba el piano admirablemente, y cuando su mano resbalaba con cierto abandono por el teclado, sabía sacar de él notas que parecían salir de su alma y pasaban a impresionar el alma de sus oyentes.»[5]

José María Izaguirre, cubano que quien vivía en Guatemala en ese tiempo y era director del entonces prestigioso Instituto Nacional Central para Varones, nombró a Martí profesor de Literatura y de Ejercicios de Composición. Izaguirre, además de ocuparse de las labores docentes, organizaba veladas artísticas y literarias a las que Martí asistía con frecuencia. Allí fue donde conoció a María el 21 de abril de 1877: una hermosa adolescente, siete años menor que él. El padre de ella, el general Miguel García Granados había sido presidente unos cuantos años antes y gozaba de mucho prestigio en la sociedad guatemalteca del gobierno de Barrios; pronto se hizo amigo del emigrado cubano y lo invitaba a su residencia a jugar al ajedrez con frecuencia, oportunidades en que Martí se encontraba con María.
A fines de 1877, Martí se fue a México y regresó hasta inicios del siguiente año, ya casado con Carmen. Lo que sucedió después de su matrimonio, ha sido comentado con posterioridad también por quienes presenciaron los hechos.

## Muerte y leyenda
| María envió el siguiente mensaje a Martí cuando éste regresó casado a Guatemala: "Hace seis días que llegaste a Guatemala, y no has venido a verme. ¿Por qué eludes tu visita? Yo no tengo resentimiento contigo, porque tú siempre me hablaste con sinceridad respecto a tu situación moral de compromiso de matrimonio con la señorita Zayas Bazán. Te suplico que vengas pronto. —Tu Niña |

El 10 de mayo de 1878, a sus diecisiete años, murió María García Granados y Saborío, lo que daría lugar a una triste leyenda inspirada por los amores frustrados entre el poeta y prócer cubano José Martí y María. Martí dejó su tristeza plasmada en el poema IX de sus Versos Sencillos
Además de los versos de Martí de 1891, existen documentos que han contribuido a esclarecer parcialmente el episodio:
- Otros dos poemas, que le dedicara Martí a María antes de su fallecimiento
- Algunos testimonios de amigos comunes
- Un pequeño mensaje que María le hiciera llegar al cubano al regresar él casado, procedente de México
- Una carta en que Martí la recordaba dolorosamente, dirigida a su amigo Manuel Mercado
- Un personaje de su única novela.

Sobre María, Martí escribió:

| Si en la fiesta teatral —corrido el velo— Desciende la revuelta escalinata, Su pie semeja cisne pequeñuelo Que el seno muestra de luciente plata. […] Quisiera el bardo, cuando al sol la mece, Colgarle al cuello esclavo los amores; ¡Si se yergue de súbito, parece Que la tierra se va a cubrir de flores! ¡Oh! Cada vez que a la mujer hermosa Con fraternal amor habla el proscripto, Duerme soñando en la palmera airosa, Novia del Sol en el ardiente Egipto. | Amo el bello desorden, muy más bello Desde que tú, la espléndida María, Tendiste en tus espaldas el cabello, ¡Como una palma al destocarse haría! Desempolvo el laúd, beso tu mano Y a ti va alegre mi canción de hermano. ¡Cuán otro el canto fuera Si en hebras de tu trenza se tañera! |

Cuando Martí consiguió publicar los Versos Sencillos, en 1891, Carmen y su hijo habían ido a visitarlo a Nueva York Poco después, Carmen embarcó hacia La Habana a escondidas, para lo cual solicitó colaboración a las autoridades españolas, produciéndose así la separación irreversible del matrimonio y el alejamiento definitivo de su hijo. Martí entonces le escribió a un amigo: «Y pensar que sacrifiqué a la pobrecita, a María, por Carmen, que ha subido las escaleras del consulado español para pedir protección de mí».
Martí dejó entrever en su poema IX incluso más que una muerte por tristeza: insinúa, alegóricamente, el suicidio de la amante rechazada:
| Quiero, a la sombra de un ala, contar este cuento en flor: la niña de Guatemala, la que se murió de amor. Eran de lirios los ramos; y las orlas de reseda y de jazmín; la enterramos en una caja de seda... Ella dio al desmemoriado una almohadilla de olor; él volvió, volvió casado; ella se murió de amor. Iban cargándola en andas obispos y embajadores; detrás iba el pueblo en tandas, todo cargado de flores... Ella, por volverlo a ver, salió a verlo al mirador; | él volvió con su mujer, ella se murió de amor. Como de bronce candente, al beso de despedida, era su frente -¡la frente que más he amado en mi vida!... Se entró de tarde en el río, la sacó muerta el doctor; dicen que murió de frío, yo sé que murió de amor. Allí, en la bóveda helada, la pusieron en dos bancos: besé su mano afilada, besé sus zapatos blancos. Callado, al oscurecer, me llamó el enterrador; nunca más he vuelto a ver a la que murió de amor. |

Aunque persiste la leyenda creada como consecuencia de una interpretación demasiado recta del poema, no existen evidencias documentales de suficiente peso capaces de acreditar que María García Granados atentara contra su vida o, incluso, falleciera producto de un estado psicológico depresivo.  Una entrevista con un descendiente de los García Granados, da luz sobre la versión familiar, transmitida por tradición oral: se dice que María, aunque acatarrada, aceptó ir a nadar con su prima, lo que era actividad habitual para ellas, quizá para distraerse de la tristeza en que se hallaba sumida tras el regreso de Martí, ya casado con Carmen. Después del paseo, María empeoró y murió a causa de una enfermedad de las vías respiratorias que, según aseguraba la familia del informante, ya padecía.
Tras el fallecimiento de María, aparecieron en la prensa guatemalteca varios poemas en calidad de homenaje póstumo, donde los autores confesaban la admiración que en ellos había despertado.
José María Izaguirre, por ejemplo, se propuso fortalecer el mito de muerte por amor: «Cuando Martí regresó con Carmen no fue más a casa del general, pero el sentimiento se había arraigado profundamente en el alma de María, y no era ella del temple de las que olvidan. Su pasión se encerraba en este dilema: verse satisfecha, o morir. No pudiendo verificarse lo primero, le quedaba el otro recurso. En efecto, su naturaleza se resintió del golpe, fue decayendo paulatinamente, un suspiro continuo la consumía y, a pesar de los cuidados de la familia y los esfuerzos de la ciencia, después de estar algunos días en cama sin exhalar una queja, su vida se extinguió como el perfume de un lirio.»
María fue originalmente sepultada en el Cementerio de San Juan de Dios, y posteriormente trasladada al entonces nuevo Cementerio General.

### Reconocimiento póstumo
En 2013, con motivo de celebrarse el 160.° aniversario del nacimiento de José Martí la embajada de Cuba en Guatemala ubicó la tumba de María en el Cementerio General de la Ciudad de Guatemala y en una ceremonia con diplomáticos guatemaltecos, develaron una placa conmemorativa a la Niña de Guatemala.
Para que se pudiera realizar este homenaje, el departamento del Patrimonio Cultural de Guatemala ubicó dónde descansaban los restos de la joven que se enamoró del héroe cubano, así se realizó un recuento de cómo fueron a parar sus restos al Cementerio General ya que inicialmente habían sido sepultados en el cementerio que estaba localizado en la parte posterior del Hospital San Juan de Dios, al ser clausurado este camposanto, los restos de María García Granados fueron trasladados al actual Cementerio General.
En el homenaje se hizo una la comparación entre la relación de amistad y el amor que existió entre María y Martí desde que se conocieron hasta la muerte de ella el 10 de mayo de 1878, y la amistad entre los pueblos de Guatemala y Cuba.

### Leyendas sobre su tumba
Tras el reconocimiento que se le hizo en 2013, algunos miembros del personal del Cementerio General de la Ciudad de Guatemala fueron entrevistados y relataron que aún antes de la colocación de la placa conmemorativa, el mausoleo de María García Granados era uno de los más visitados en el Cementerio, especialmente por jóvenes guatemaltecas que le pedían ayuda en cuestiones amorosas.  También relataron que se cuentan historias de apariciones de una dama con semblante triste que pide que se adorne la tumba de la Niña de Guatemala.